# Maria Ferrés i Puig
Pour les articles homonymes, voir Ferres et Puig.
Maria Ferrés i Puig, née en 1874 à Vilassar de Mar et morte à Valls en 1964, est une peintre, dessinatrice, aquarelliste et graveuse espagnole.

## Entourage familial et social
Née à Vilassar de Mar, sur la côte méditerranéenne, Maria est la fille d'Elvira Puig Mir et du capitaine Eduard Ferrés Viada. Issue d'une famille de navigateurs, membre de la bourgeoisie catalane, son statut social lui permet de se consacrer à la peinture.
Elle est la sœur d'Eduard Ferrés i Puig qui devient un célèbre architecte du modernisme catalan. Elle épouse en 1899 l'architecte Lluís Homs.
Elle est liée avec la peintre Emília Coranty Llurià.

## Biographie
Maria Ferrés i Puig reçoit une éducation laïque et progressiste, et commence très jeune la peinture. Elle est l'élève de l'artiste Rafael Estrany i Ros qui lui ouvre le monde des galeries et des expositions. Avec lui, elle expose en 1922 à la Salle Parés de Barcelone un ensemble d'aquarelles et d'eaux-fortes remarqué par la critique catalane de l'époque.
Dans les années 1930, elle participe à l'exposition annuelle de l'Agrupació d'Aquarel·listes de Catalunya, d'abord à la Salle Parés puis aux Galeries Laietanes de Barcelone.
Elle est également muraliste, notamment dans la ville de Valls. Elle signe ses œuvres sous les initiales de « MF », et sous les pseudonymes de « Maria Freser », « Mari-Clo » ou « Senyora Homs » (en français : « Madame Homs »). Elle fait partie du groupe d'artistes Vallencs, association artistique de la ville de Valls.

## Postérité
La plupart de ses œuvres sont exposées au musée de Vilassar de Mar et au musée de Valls. Ce dernier conserve plus de 170 œuvres, dessins, aquarelles et gravures, de Maria Ferrés i Puig.